# Lindern (Oldenburg)
Lindern (Oldenburg) è un comune di 4 948 abitanti, della Bassa Sassonia, in Germania.
Appartiene al circondario (Landkreis) di Cloppenburg (targa CLP).